# Zuzana Kučová
Zuzana Kučová (Bratislava, 26 de Junho de 1982) é uma ex-tenista profissional eslovaca, seu melhor ranking de N. 123 de simples pela WTA, é irmã da tambem tenista Kristína Kučová.